# Quân khu 7, Quân đội nhân dân Việt Nam
Quân khu 7 trực thuộc Bộ Quốc phòng Việt Nam là một trong 7 quân khu của Quân đội nhân dân Việt Nam hiện nay có nhiệm vụ tổ chức, xây dựng, quản lý và chỉ huy quân đội chiến đấu bảo vệ vùng Đông Nam Bộ mở rộng, bảo vệ 4 tỉnh, thành phố là thành phố Hồ Chí Minh, tỉnh Đồng Nai, tỉnh Tây Ninh, tỉnh Lâm Đồng .

## Lịch sử
- Ngày 10 tháng 12 năm 1945, thành lập Quân khu 7 bao gồm thành phố Sài Gòn và các tỉnh Gia Đinh, Chợ Lớn, Bà Rịa, Biên Hòa, Thủ Dầu Một và Tây Ninh.[2]
- Năm 1976, Quân khu 7 tiếp nhận tỉnh Long An từ Quân khu 8 vừa giải thể.
- Năm 1999, Quân khu 7 tiếp nhận tỉnh Bình Thuận và Lâm Đồng từ Quân khu 5 chuyển sang.
- Ngày nay, Quân khu 7 gồm 3 tỉnh: Đồng Nai,  Tây Ninh, Lâm Đồng và Thành phố Hồ Chí Minh.

## Trụ sở
Bộ Tư lệnh Quân khu 7 đặt ở số 204 Đường Hoàng Văn Thụ, Phường 9, Tân Bình, Thành phố Hồ Chí Minh. Trước năm 1975, đây là Trại Trần Hưng Đạo và là trụ sở Bộ Tổng tham mưu Quân lực Việt Nam Cộng hòa.

## Lãnh đạo hiện nay
- Tư lệnh: Thiếu tướng Lê Xuân Thế (sinh năm 1971)
- Chính ủy: Thiếu tướng Trần Vinh Ngọc (sinh năm 1971)
- Các Phó Tư lệnh:
  - Tham mưu trưởngː Đại tá Lê Xuân Bình (sinh năm 1977)
  - Phụ trách công tác, kinh tế đối ngoại quốc phòng: Thiếu tướng Trần Ngọc Minh
  - Phụ trách công tác kỹ thuật: Thiếu tướng Đặng Văn Lẫm (sinh năm 1968)
  - Phụ trách công tác hậu cần:
- Phó Chính ủy: Thiếu tướng Trần Chí Tâm (sinh năm 1973)

## Tổ chức Đảng bộ
Từ năm 2006 thực hiện chế độ Chính ủy, Chính trị viên trong Quân đội. Tổ chức Đảng bộ Đảng Cộng sản Việt Nam trong Quân khu 7 theo phân cấp như sau:
- Đảng bộ Quân khu 7 là cao nhất.
- Đảng bộ Bộ Tham mưu, Cục Chính trị, Cục Hậu cần - Kỹ thuật, các Sư đoàn, Lữ đoàn, Bộ Tư lệnh Thành phố, Bộ chỉ huy quân sự tỉnh (tương đương cấp Sư đoàn)
- Đảng bộ các đơn vị cơ sở trực thuộc các Cục, Sư đoàn (tương đương cấp Tiểu đoàn và Trung đoàn)
- Chi bộ các cơ quan đơn vị trực thuộc các đơn vị cơ sở (tương đương cấp Đại đội)

Ban Thường vụ Đảng ủy Quân khu 7 nhiệm kỳ 2020 – 2025
- Trung tướng Trần Hoài Trung – Chính ủy Quân khu
- Trung tướng Nguyễn Trường Thắng – Tư lệnh Quân khu
- Thiếu tướng Đặng Văn Hùng – Phó Tư lệnh, Tham mưu trưởng Quân khu
- Thiếu tướng Du Trường Giang – Phó Tư lệnh Quân khu
- Thiếu tướng Võ Văn Thi – Phó Tư lệnh Quân khu
- Thiếu tướng Lê Xuân Thế – Phó Tư lệnh Quân khu
- Thiếu tướng Trần Vinh Ngọc  – Phó Chính ủy Quân khu

Ban chấp hành Đảng bộ Quân khu 7 nhiệm kỳ 2020 – 2025
- Trung tướng Trần Hoài Trung, Chính ủy Quân khu
- Trung tướng Nguyễn Trường Thắng, Tư lệnh Quân khu
- Thiếu tướng Đặng Văn Hùng, Phó Tư lệnh, Tham mưu trưởng Quân khu
- Thiếu tướng Du Trường Giang, Phó Tư lệnh Quân khu
- Thiếu tướng Võ Văn Thi, Phó Tư lệnh Quân khu
- Thiếu tướng Lê Xuân Thế – Phó Tư lệnh Quân khu
- Thiếu tướng Trần Vinh Ngọc, Phó Chính ủy Quân khu
- Thiếu tướng Hoàng Đình Chung, Chủ nhiệm Chính trị Quân khu
- Đại tá Phạm Văn Thuận, Phó TMT Quân khu
- Thiếu tướng Đặng Văn Lẫm, Phó Tư lệnh Quân khu
- Thiếu tướng Nguyễn Văn Hiệu, Phó Chủ nhiệm Chính trị Quân khu
- Đại tá Nguyễn Như Trúc, Phó Chủ nhiệm Chính trị Quân khu
- Đại tá Huỳnh Tấn Hùng, Chủ nhiệm Hậu cần Quân khu
- Đại tá Nguyễn Văn Thành, Chủ nhiệm Kỹ thuật Quân khu
- Đại tá Nguyễn Hồng Cảnh, Phó Chủ nhiệm Ủy ban kiểm tra Đảng ủy Quân khu
- Đại tá Trần Anh Dũng, Chánh Thanh tra Quốc phòng Quân khu
- Đại tá Lê Ngọc Dương, Hiệu trưởng Trường Quân sự Quân khu
- Đại tá Phạm Anh Tuấn, Chính ủy Sư đoàn 5
- Đại tá Phan Quốc Việt, Sư đoàn trưởng Sư đoàn 302
- Đại tá Nguyễn Ngọc Ánh, Sư đoàn trưởng Sư đoàn 317

## Tổ chức chính quyền

### Cơ quan trực thuộc
- Văn phòng
- Thanh tra
- Phòng Tài chính
- Phòng Khoa học quân sự
- Phòng Điều tra hình sự
- Phòng Thi hành án hình sự
- Phòng Đối ngoại

### Bộ Tham mưu
- Tham mưu trưởngː Đại tá Lê Xuân Bình (tháng 2 năm 2025 – nay)
- Phó Tham mưu trưởngː Thiếu tướng Nguyễn Văn Hoàng (tháng 2 năm 2020 – nay) nguyên Phó Tư lệnh kiêm TMT Bộ Tư lệnh Thành phố Hồ Chí Minh
- Phó Tham mưu trưởngː Thiếu tướng Lê Ngọc Hải (tháng 12 năm 2022 – nay) nguyên Phó Tư lệnh Bộ Tư lệnh Thành phố Hồ Chí Minh
- Phó Tham mưu trưởng: Đại tá Phạm Phú Ý (ngày 26 tháng 3 năm 2021 - nay) nguyên Chỉ huy trưởng Bộ chỉ huy quân sự tỉnh Bà Rịa – Vũng Tàu
- Phó Tham mưu trưởng : Đại tá Nguyễn Ngọc Kiên
- Phòng Quân huấn - Nhà trường: Đại tá Phạm Tiến Cường ( nguyên Phó TMT Sư đoàn 5 BB )
- Phòng Quân lực
- Phòng Tác chiến
- Phòng Tác chiến điện tử
- Phòng Dân quân tự vệ
- Phòng Cứu hộ cứu nạn

### Cục Chính trị
- Chủ nhiệm: Thiếu tướng Hoàng Đình Chung (19 tháng 6 năm 2020 – nay)
- Phó Chủ nhiệm:
- Phó Chủ nhiệm: Đại tá Nguyễn Như Trúc (2019–nay) (nguyên Phó cục trưởng Cục Tuyên huấn, TCCT)
- Phó Chủ nhiệm: Đại tá Thái Thành Đức (2020–nay) (nguyên Chính ủy Sư đoàn 5)
- Phó Chủ nhiệm: Đại tá Trần Đức Thắng (nguyên Phó Giám đốc Bệnh viện Quân y 175)

### Cục Hậu Cần - Kỹ thuật
- Chủ nhiệm: Đại tá Nguyễn Thanh Tâm (nguyên Phó Chỉ Huy trưởng - TMT Bộ CHQS tỉnh Bình Dương
- Phó Chủ nhiệm: Đại tá Lê Chí Dũng (nguyên Phó Chủ nhiệm Cục Hậu cần QK)
- Phó Chủ nhiệm: Đại tá Vũ Nam Sơn (nguyên Phó Chủ nhiệm Kỹ thuật QK)
- Phó Chủ nhiệm: Đại tá Trịnh Ngọc Dục (nguyên Phó Chủ nhiệm Kỹ thuật QK)
- Chính ủy: Đại tá Phạm Ngọc Sơn ( nguyên Chính ủy Cục Hậu cần QK)

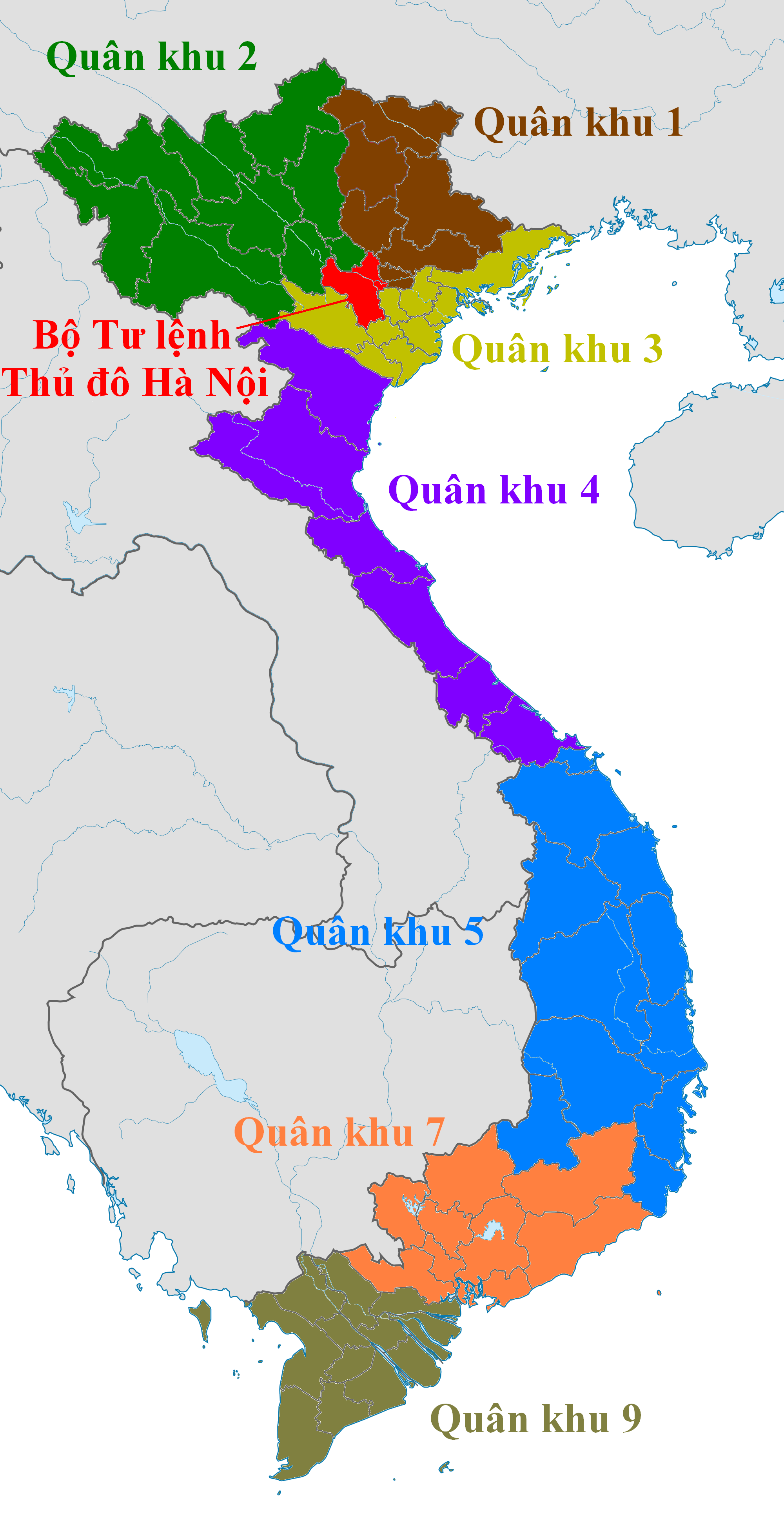
Các quân khu hiện tại của Việt Nam

### Đơn vị trực thuộc Quân khu
- Bộ Tư lệnh Thành phố Hồ Chí Minh [4]
- Bộ Chỉ huy quân sự tỉnh Đồng Nai
- Bộ Chỉ huy quân sự tỉnh Tây Ninh
- Bộ Chỉ huy quân sự tỉnh Lâm Đồng
- Sư đoàn Bộ binh 5[5]
- Sư đoàn Bộ binh 7
- Sư đoàn Bộ binh 302[6]
- Sư đoàn bộ binh 309
- Lữ đoàn Pháo binh 75[7]
- Lữ đoàn Phòng không 77[8]
- Lữ đoàn Công binh 25[9]
- Lữ đoàn Công binh 550
- Lữ đoàn Tăng - Thiết giáp 26[10]
- Lữ đoàn Thông tin 23[11]
- Trường Quân sự Quân khu 7[12]
- Đoàn Kinh tế quốc phòng Lâm Đồng
- Đoàn Kinh tế quốc phòng 778
- Trường bắn quốc gia khu vực 3
- Công ty TNHH MTV Tây Nam
- Công ty TNHH MTV Đông Hải

### Đơn vị trực thuộc Bộ Tham mưu, Cục Chính trị, Cục Hậu cần - Kỹ thuật
- Tiểu đoàn Đặc công 60, Bộ Tham mưu[13]
- Tiểu đoàn Phòng hóa 38, Bộ Tham mưu
- Tiểu đoàn Trinh sát 47, Bộ Tham mưu[13]
- Tiểu đoàn Vệ binh 180, Bộ Tham mưu[13][14]
- Tiểu đoàn Chỉ huy Pháo binh 10, Bộ Tham mưu
- Xưởng in Bản đồ, Bộ Tham mưu[15]
- Toà án Quân sự, Cục Chính trị.
- Viện kiểm sát Quân sự, Cục Chính trị.
- Bảo tàng Quân khu 7, Cục Chính trị[16]
- Báo Quân khu 7, Cục Chính trị
- Xưởng in báo, Cục Chính trị
- Đoàn An điều dưỡng 28, Cục Chính trị
- Lữ đoàn Vận tải 657, Cục Hậu cần - Kỹ thuật[17]
- Kho Xăng VK102, Cục Hậu cần - Kỹ thuật[18]
- Bệnh viện Quân y 4, Cục Hậu cần - Kỹ thuật
- Bệnh viện Quân dân y Miền Đông (7C), Cục Hậu cần - Kỹ thuật[19]
- Bệnh viện Quân y 7A, Cục Hậu cần - Kthuật[20]
- Bệnh viện Quân y 7B, Cục Hậu cần - Kỹ thuật[21]
- Đội Y học dự phòng, Cục Hậu cần - Kỹ thuật
- Xí nghiệp may, Cục Hậu cần - Kỹ thuật
- Kho K60, Cục Hậu cần - Kỹ thuật
- Kho K6, Cục Hậu cần - Kỹ thuật[22]
- Kho K9, Cục Hậu cần - Kỹ thuật[23]
- Kho VK928, Cục Hậu cần - Kỹ thuật[24]
- Xưởng Vũ khí OX1, Cục Hậu cần - Kỹ thuật[25]
- Xưởng Ô tô Z735, Cục Hậu cần - Kỹ thuật[26]
- Kho K75, Cục Hậu cần - Kỹ thuật

## Thành tích
- 02 Huân chương Sao vàng[2]
- 02 Huân chương Hồ Chí Minh[2]
- 01 Huân chương Quân công hạng nhất[2]

## Truyền hình Quân khu 7
- Hiện nay, Chương trình Truyền hình Quân khu 7 do Báo Quân khu 7 thực hiện, đang được phát sóng lúc 20 giờ 45 phút tối thứ 3 hàng tuần trên kênh HTV9 - Đài Truyền hình Thành phố Hồ Chí Minh và cũng được phát sóng vào nhiều khung giờ khác trên các Đài Phát thanh - Truyền hình các tỉnh Bà Rịa - Vũng Tàu (BRT), Đồng Nai (ĐNRTV1, ĐNRTV2), Long An (LA34), Tây Ninh (TTV11), Bình Phước (BPTV1, BPTV2), Bình Dương (BTV1, BTV2), Lâm Đồng (LTV) và Bình Thuận (BTV).

## Chỉ huy và Lãnh đạo qua các thời kỳ

### Tư lệnh
| Họ tên Năm sinh–năm mất      | Thời gian đảm nhiệm | Cấp bậc tại nhiệm                                                          | Chức vụ cuối cùng                                                                         | Ghi chú                                     |
| ---------------------------- | ------------------- | -------------------------------------------------------------------------- | ----------------------------------------------------------------------------------------- | ------------------------------------------- |
| Nguyễn Bình (1906–1951)      | 1945–1948           | Trung tướng (1948)                                                         | Tư lệnh Bộ Tư lệnh Nam Bộ (1948)                                                          |                                             |
| Trần Văn Trà (1919–1996)     | 1948–1950           | Thiếu tướng Trung tướng (1959) Thượng tướng (1974)                         | Thứ trưởng Bộ Quốc phòng (1978–1982) Phó Chủ tịch Hội Cựu Chiến binh Việt Nam (1992–1997) | Khu trưởng Khu 7                            |
| Trần Văn Trà (1919–1996)     | 1975–1978           | Thiếu tướng Trung tướng (1959) Thượng tướng (1974)                         | Thứ trưởng Bộ Quốc phòng (1978–1982) Phó Chủ tịch Hội Cựu Chiến binh Việt Nam (1992–1997) | Tư lệnh kiêm Chính ủy Quân khu 7            |
| Lê Đức Anh (1920–2019)       | 1978–1981           | Thiếu tướng (1974) Trung tướng (1974) Thượng tướng (1980) Đại tướng (1984) | Chủ tịch nước Cộng hòa Xã hội Chủ nghĩa Việt Nam (1992–1997)                              | Ủy viên Bộ Chính trị (1992–1997)            |
| Đồng Văn Cống (1918–2005)    | 1981–1982           | Thiếu tướng (1974) Trung tướng (1980)                                      | Phó Tổng Thanh tra Quân đội nhân dân Việt Nam (1982–1982)                                 | Quyền Tư lệnh                               |
| Nguyễn Minh Châu (1921–1999) | 1982–1987           | Thiếu tướng (1974) Trung tướng (1981) Thượng tướng (1986)                  | Phó Tổng Thanh tra Quân đội Việt Nam (1987–1988)                                          |                                             |
| Nguyễn Thới Bưng (1927–2014) | 1987–1989           | Thiếu tướng (1983) Trung tướng (1988)                                      | Thứ trưởng Bộ Quốc phòng (1992–1997)                                                      |                                             |
| Bùi Thanh Vân (1927–1994)    | 1990–1994           | Trung tướng (1990)                                                         |                                                                                           |                                             |
| Đỗ Quang Hưng (1929–2009)    | 1994–1995           | Trung tướng (1995)                                                         |                                                                                           |                                             |
| Lê Văn Dũng (1945–)          | 1995–1998           | Thiếu tướng (1989) Trung tướng (1998) Thượng tướng (2003) Đại tướng (2007) | Chủ nhiệm Tổng cục Chính trị Quân đội nhân dân Việt Nam (2001–2011)                       | Bí thư Trung ương Đảng khóa 9, 10.          |
| Phan Trung Kiên (1946–)      | 1998–2002           | Trung tướng (1998) Thượng tướng (2002)                                     | Thứ trưởng Bộ Quốc phòng (2002–2011)                                                      | Anh hùng Lực lượng Vũ trang Nhân dân (1978) |
| Nguyễn Văn Chia (1942–2010)  | 2002–2005           | Trung tướng (2003)                                                         |                                                                                           |                                             |
| Lê Mạnh (1948–2017)          | 2005–2009           | Trung tướng                                                                |                                                                                           |                                             |
| Triệu Xuân Hòa (1953–)       | 2009–2011           | Trung tướng (2009)                                                         | Phó Trưởng ban chỉ đạo Tây Nguyên (2011–2016)                                             | Anh hùng Lực lượng Vũ trang Nhân dân (1983) |
| Trần Đơn (1958–)             | 2011–10.2015        | Trung tướng (2012) Thượng tướng (2016)                                     | Thứ trưởng Bộ Quốc phòng (2015–2021)                                                      |                                             |
| Võ Minh Lương (1963–)        | 10.2015–11.2020     | Thiếu tướng (2011) Trung tướng (2015) Thượng tướng (2021)                  | Thứ trưởng Bộ Quốc phòng (2020–nay)                                                       |                                             |
| Nguyễn Trường Thắng (1970–)  | 11.2020– 28/06/2025 | Thiếu tướng (2019) Trung tướng (2022)                                      | Thứ trưởng Bộ Quốc phòng (28/06/2025 – nay)                                               |                                             |
| Lê Xuân Thế (1970–)          | 28/06/2025–nay      | Thiếu tướng                                                                |                                                                                           |                                             |

### Chính ủy, Phó Tư lệnh về Chính trị
| Họ tên Năm sinh–năm mất        | Thời gian đảm nhiệm | Cấp bậc tại nhiệm                      | Chức vụ cuối cùng                                 | Ghi chú                  |
| ------------------------------ | ------------------- | -------------------------------------- | ------------------------------------------------- | ------------------------ |
| Trần Xuân Độ                   | 1945–1948           | Trung tướng                            |                                                   | Chính ủy đầu tiên        |
| Nguyễn Văn Trí                 | 1946–1949           |                                        |                                                   |                          |
| Dương Cự Tẩm (1921–2006)       | 1974–1976           | Trung tướng (1984)                     |                                                   |                          |
| Trần Văn Trà (1919–1996)       | 1976–1978           | Thượng tướng (1974)                    | Thứ trưởng Bộ Quốc phòng (1978–1982)              | Huân chương Hồ Chí Minh  |
| Lê Đức Anh (1920–2019)         | 1978–1981           | Thượng tướng (1980) Đại tướng (1984)   | Chủ tịch nước (1992–1997)                         | Huân chương Sao vàng     |
| Trần Đình Cửu (1925–2002)      | 1980–1983           | Thiếu tướng (1980)                     |                                                   | Phó Tư lệnh về Chính trị |
| Nguyễn Xuân Hòa                | 1987–1997           | Trung tướng                            | Phó Tư lệnh về Chính trị Mặt trận 479, Quân khu 7 |                          |
| Lê Thành Tâm (1942–)           | 1997–2004           | Trung tướng                            | Chủ tịch Hội Cựu Chiến binh TP.HCM                |                          |
| Nguyễn Thành Cung (1953– 2022) | 2004–2010           | Trung tướng (2008) Thượng tướng (2011) | Thứ trưởng Bộ Quốc phòng (2011–2016)              |                          |
| Phạm Văn Dỹ (1958–)            | 2010–9.2018         | Trung tướng (2011)                     |                                                   |                          |
| Trần Hoài Trung (1965–)        | 9.2018– 02/2025     | Thiếu tướng (2014) Trung tướng (2018)  |                                                   |                          |
| Trần Vinh Ngọc (1971–)         | 24/02/2025 - Nay    | Thiếu tướng                            |                                                   |                          |

### Tham mưu trưởng
- 1995–2000,Nguyễn Văn Bé (thiếu tướng) (nguyên Phó TMT QK7)
- 2000–2004, Lê Mạnh, Thiếu tướng, Tư lệnh Quân khu 7 (2004–2009)
- 2004–2007, Trần Ngọc Thổ, Thiếu tướng[27]
- 2007–2009, Triệu Xuân Hòa, Trung tướng (2009), Phó Trưởng ban Chỉ đạo Tây Nguyên (2011–2016)
- 2009–2011, Trần Đơn,Tư lệnh Quân khu 7 (2011–2015) Thứ trưởng BQP (2015–nay)
- 2011–10.2015, Võ Minh Lương, Thiếu tướng (2011)[28], hiện là Thứ trưởng Bộ Quốc phòng (2020–nay)
- 10.2015– 4.2020, Lê Bửu Tuấn, Thiếu tướng (2014), nguyên Phó Tham mưu trưởng Quân khu 7, nguyên PTL–TMT bộ Tư lệnh TPHCM[29]
- 6.2020– nay, Đặng Văn Hùng, Thiếu tướng (2019), nguyên Phó Tham mưu trưởng Quân khu 7.
- 01.03.2025- nay, Lê Xuân Bình, Đại tá (2021), nguyên Phó TL Quân khu 7.

### Phó Tư lệnh
- 1947–1950, Tô Ký, Thiếu tướng (1961)
- 1975–1979, Trần Văn Danh, Thiếu tướng (Kiêm Tư lệnh bộ Tư lệnh Thành phố HCM)
- Dương Văn Dương, Thiếu tướng (Khu Bộ phó Khu 7 – Tư lệnh Bình xuyên)
- Huỳnh Văn Nghệ, Thiếu tướng (Khu bộ phó Khu 7)
- 1976–1984, Lương Văn Nho (1916–1984), Thiếu tướng (1980)
- 1984–1994, Võ Minh Như (1926–2024), Thiếu tướng (1984) [30]
- Bùi Cát Vũ, Thiếu tướng[31]
- Nguyễn Văn Bứa, Thiếu tướng (1974)[32]
- Trần Hải Phụng, Thiếu tướng[33]
- Mai Văn Phúc, Thiếu tướng (1990)
- Trần Văn Phúc, Thiếu tướng
- Đặng Quang Long, Thiếu tướng[34]
- 2000–2007, Nguyễn Văn Bé, Thiếu tướng (1994) [35]
- 2002–2007, Triệu Xuân Hòa, Thiếu tướng (2003), Trung tướng (2009)
- 2007–2009, Trần Ngọc Thổ, Phó Tư lệnh –TMT QK (2004–2007)
- 2005–2010, Lê Minh Thắng, Thiếu tướng (2003) nguyên Tư lệnh Bộ Tư lệnh Thành phố Hồ Chí Minh (2001–2005)
- 2010–2013, Phùng Thế Quảng, Thiếu tướng (2008), nguyên Cục trưởng Cục Kinh tế (2008–2010)[36]
- 2010–2017, Phan Tấn Tài, Thiếu tướng (2008), nguyên Tư lệnh Bộ Tư lệnh Thành phố Hồ Chí Minh[37] (2005–2010)
- 2.2009–9.2017, Ngô Ngọc Bình, Thiếu tướng (2009)[38] nguyên Chỉ huy trưởng Bộ Chỉ huy quân sự tỉnh Bình Phước (2007–2009)
- 2014–2017, Văn Công Danh, Thiếu tướng (2011), nguyên Chỉ huy trưởng Bộ Chỉ huy quân sự tỉnh Bình Dương (2005–2014)[39]
- 3.2017–2023, Du Trường Giang, Thiếu tướng (2017), nguyên Chỉ huy trưởng Bộ Chỉ huy quân sự tỉnh Lâm Đồng (2014–2017)[40]
- 2017–2.2020, Nguyễn Văn Nam (1963), Thiếu tướng (2017) nguyên Chỉ huy trưởng Bộ Chỉ huy quân sự tỉnh Đồng Nai (2011–2016) Phó TMT QK7 (2016–2017)
- 2018–nay, Võ Văn Thi (1964), Thiếu tướng (2018), nguyên Chỉ huy trưởng Bộ Chỉ huy quân sự tỉnh Tây Ninh, Phó TMT QK7 (2016–2018)
- 2.2020–11.2020, Nguyễn Trường Thắng (1970), Thiếu tướng (2019), nguyên Tư lệnh Bộ Tư lệnh Thành phố Hồ Chí Minh (2018–2020)
- 18/05/2025 - Nay Đại tá Trần Ngọc Minh nguyên  Phó Tham mưu trưởng Quân khu 7

### Phó Chính ủy
- 2007–2010, Nguyễn Văn Chương, Thiếu tướng (2003)[41] Chủ nhiệm Chính trị Quân khu 7 (2003–2007)
- 2010–2015, Trần Văn Hùng, Thiếu tướng (2008), nguyên Chính ủy Bộ Tư lệnh Thành phố Hồ Chí Minh (2005–2010)[42]
- 2015–4.2020, Nguyễn Minh Hoàng, Thiếu tướng (2013),[43] nguyên Phó Chủ nhiệm Chính trị Quân khu 7 (2011–2015)
- 6.2020– 8.2022, Đỗ Văn Bảnh, Thiếu tướng (2018)[43], nguyên Chủ nhiệm Chính trị Quân khu 7 (2018–2020)
- 12.2022 - 24/02/2025, Trần Vinh Ngọc, Thiếu tướng (12.2022), nguyên Chính ủy Bộ CHQS tỉnh Long An
- 18/05/2025 - nay Thiếu tướng Trần Chí Tâm nguyên Phó chủ nhiệm Chính trị Quân khu 7

### Chủ nhiệm Chính trị
- 1994–2000, Nguyễn Văn Bạch (1937), Đại tá
- 2000–2003, Nguyễn Thành Cung, Thiếu tướng (2004),
- 2003–2007, Nguyễn Văn Chương, Thiếu tướng (2003)
- 2008–2013, Nguyễn Văn Trăm, Thiếu tướng (2008) nay là Chủ tịch Ủy ban nhân dân tỉnh Bình Phước[44] (2013–2019)
- 2013–2018, Nguyễn Gia Hòa, Thiếu tướng (2013), nguyên Chính ủy Ban Chỉ huy quân sự tỉnh Đồng Nai (2002–2011), Phó CNCT QK7 (2011–2013)
- 2018–6.2020, Đỗ Văn Bảnh, Thiếu tướng (2018), nguyên Chính ủy Ban Chỉ huy quân sự tỉnh Tây Ninh (2014–2015), Phó CNCT QK7 (2015–2018)
- 6-2020 - nay, Hoàng Đình Chung, Thiếu tướng (2020), nguyên Phó Chủ nhiệm Chính trị Quân khu 7 (2018-2020)

## Các chỉ huy là sĩ quan có quân hàm cấp tướng
- Võ Văn Cổ, Thiếu tướng, Phó Tham mưu trưởng Quân khu 7 (2011–2018)[45], nguyên Sư Trưởng Sư đoàn 5.
- Lê Minh Quang, Thiếu tướng, Phó Tham mưu trưởng Quân khu 7 (2011–2016)[46]
- Võ Minh Trí, Thiếu tướng, Phó Tham mưu trưởng Quân khu 7 (2011–2016)[47]
- Nguyễn Thanh Hiền, Thiếu tướng, Phó Tham mưu trưởng Quân khu 7 (2009–2016)
- Trần Hữu Tài, Thiếu tướng (2015), Phó CN Chính trị Quân khu 7[48] (2013–2019)
- Võ Quyết Chiến, Thiếu tướng (2012), Phó CN Chính trị Quân khu 7 (2015–2019), nguyên Chính ủy Binh đoàn 16 Quân đội nhân dân Việt Nam (2011–2015)
- Nguyễn Văn Hưng, Thiếu tướng (2012) Phó CN chính trị Quân khu 7 (2016–2018)
- Ngô Tuấn Nghĩa, Thiếu tướng (2017), Chính ủy Bộ Tư lệnh Thành phố Hồ Chí Minh (2016–nay)
- Trương Văn Hai, Thiếu tướng (2011), Tư lệnh Bộ Tư lệnh Thành phố Hồ Chí Minh (2010–11.2018)
- Nguyễn Văn Hiệu, Thiếu tướng (2019), Phó Chủ nhiệm Chính trị Quân khu 7 (2017–nay)

## Sự cố
Tại Trường bắn quốc gia khu vực 3, xã Xuân Tâm, huyện Xuân Lộc, tỉnh Đồng Nai, vào lúc 20 giờ 27 phút, ngày 2/12/2024, trong quá trình thực hiện nhiệm vụ vận chuyển thuốc nổ ra vị trí tập kết thì có mưa to, sấm sét, tổ công tác gồm một số quân nhân thuộc Tiểu đoàn 17, Sư đoàn 5, Quân khu 7 tạm dừng, nghỉ giải lao thì đột nhiên khối thuốc nổ phát nổ làm nhiều quân nhân thương vong.
Ngay khi vụ việc xảy ra, chỉ huy đơn vị đã kịp thời có mặt để xử lý theo quy định. Tổng số quân nhân mất tích là 12 đồng chí, hiện đã tìm thấy phần lớn thi thể của các quân nhân; đơn vị đang tiếp tục tìm kiếm. Nguyên nhân ban đầu xác định là do bị sét đánh gây kích nổ kíp nổ bằng điện làm khối thuốc phát nổ.